# Gas amortidor
Un gas amortidor és un gas inflamable inert o no. En Atmosfera terrestre, el nitrogen actua com un gas amortidor. Un gas amortidor afegeix pressió a un sistema i controla la velocitat de combustió amb qualsevol presència d'oxigen. Qualsevol gas inert com l'heli, el neó, o l'argó servirà com un gas amortidor.

## Usos
Els gasos d'efecte amortidor es fan servir normalment en moltes aplicacions de làmpades de descàrrega d'alta pressió per reduir amplada de línia de les transicions de microones en els àtoms alcalins. Un gas amortidor en general consisteix que els gasos inerts atòmicament com l'heli, l'argó, i el nitrogen que són els gasos primaris utilitzats. També s'utilitzen el criptó, el neó, i el xenó, principalment per a la il·luminació. En la majoria dels escenaris, els gasos amortidors s'utilitzen en combinació amb altres molècules per al propòsit principal de causar col·lisions amb les altres molècules coexistents.
En llums fluorescents, el mercuri és utilitzat com l'ió primari del que s'emet la llum. El criptó és el gas amortidor utilitzat conjuntament amb el mercuri que s'utilitza per moderar l'impuls de les col·lisions d'ions de mercuri per tal de reduir els danys causats als elèctrodes en el llum fluorescent. En general, els llums més duradors són aquells amb els gasos nobles més pesants com els gasos amortidors.
Les tècniques de càrrega del gas amortidor s'han desenvolupat per al seu ús en el refredament d'àtoms paramagnètics i molècules a temperatures ultrafredes. Normalment el gas amortidor més emprat en aquest tipus d'aplicació és l'heli. El refredament de gasos amortidors es pot utilitzar en gairebé qualsevol molècula, sempre que la molècula sigui capaç de sobreviure a múltiples col·lisions amb els àtoms d'heli baixos d'energia, que la majoria de les molècules són capaços de fer. El refredament del gas amortidor permet que les molècules d'interès que es refreden a través de col·lisions elàstiques amb un gas amortidor fred dins d'una càmera (vegeu la figura [a]). Si hi ha prou col·lisions entre el gas amortidor i les altres molècules d'interès abans que les molècules colpegin les parets de la cambra i s'hagin anat, el gas amortidor serà suficient per refredar els àtoms. Dels dos isòtops d'heli (3He i 4He), el més rar 3He de vegades s'usa més l' 4He, ja que proporciona pressions de vapor significativament més altes i la densitat del gas amortidor a temperatures sub-Kelvin.
Els gasos amortidors també s'utilitzen normalment en els compressors utilitzats en plantes d'energia per al subministrament de gas a les turbines de gas. El gas amortidor omple els espais entre els segells al compressor. Aquest espai és en general al voltant de 2 micròmetres d'ample. El gas ha d'estar completament sec i lliure de contaminants. Potencialment els contaminants poden allotjar en l'espai entre el segell i la causa del contacte entre components metàl·lics en el compressor, el que porta al compressor al fracàs (a dalt a la dreta). En aquest cas el gas amortidor actua d'una manera com l'oli fa en els coixinets del motor d'automoció.